# Linia 15 metra w Paryżu
Linia 15 metra w Paryżu – linia obwodowa paryskiego metra. Linia będzie obsługiwała najbliższe przedmieścia stolicy (fr. petite couronne); żadna z budowanych stacji nie znajdzie się w administracyjnych granicach Paryża. Linia będzie miała 75 mil i 36 stacji
Linia będzie obsługiwana sto trzydziestoma trzema pociągami MR6V produkcji Alstom. Sześciowagonowe składy o długości 108 m i szerokości 2,8 m będą w pełni automatyczne.

## Lista stacji

### W budowie
| #                           | Nazwa                                                     | Miejscowość                                            | Otwarcie | Przewidywana liczba pasażerów dziennie | Głębokość | Projektant                   | Możliwe przesiadki |
| --------------------------- | --------------------------------------------------------- | ------------------------------------------------------ | -------- | -------------------------------------- | --------- | ---------------------------- | ------------------ |
| Etap I – odcinek południowy |                                                           |                                                        |          |                                        |           |                              |                    |
| 1                           | Noisy – Champs                                            | Noisy-le-Grand; Champs-sur-Marne                       | 2025     | 150 000                                | -13,5 m   | Jean-Marie Duthilleul        |                    |
| 2                           | Bry-Villiers-Champigny                                    | Bry-sur-Marne; Villiers-sur-Marne; Champigny-sur-Marne | 2025     | 55 000                                 | -23 m     | Thomas Richez                | –                  |
| 3                           | Champigny Centre I                                        | Champigny-sur-Marne                                    | 2025     | 48 000                                 | -21 m     | Thomas Richez                | –                  |
| 4                           | Saint-Maur – Créteil                                      | Saint-Maur-des-Fossés                                  | 2025     | 45 000                                 | -51,6 m   | Cyril Trétout                |                    |
| 5                           | Créteil – L’Échat Hôpital Henri Mondor                    | Créteil                                                | 2025     | 90 000                                 | -16 m     | Cyril Trétout                |                    |
| 6                           | Le Vert de Maisons                                        | Maisons-Alfort; Alfortville                            | 2025     | 90 000                                 | -36 m     | Denis Valode                 |                    |
| 7                           | Les Ardoines                                              | Vitry-sur-Seine                                        | 2025     | 95 000                                 | -28 m     | Denis Valode                 |                    |
| 8                           | Vitry Centre                                              | Vitry-sur-Seine                                        | 2025     | 50 000                                 | -19 m     | Frédéric Neau                |                    |
| 9                           | Villejuif – Louis Aragon                                  | Villejuif                                              | 2025     | 50 000                                 | -30 m     | Philippe Gazeau              |                    |
| 10                          | Villejuif – Institut Gustave-Roussy                       | Villejuif                                              | 2025     | 100 000                                | -48,8 m   | Dominique Perrault           |                    |
| 11                          | Arcueil – Cachan                                          | Cachan                                                 | 2025     | 95 000                                 | -25 m     | Jean-Pierre Vaysse           |                    |
| 12                          | Bagneux – Lucie Aubrac                                    | Bagneux                                                | 2025     | 60 000                                 | -36 m     | Marc Barani                  |                    |
| 13                          | Châtillon – Montrouge                                     | Châtillon; Montrouge; Bagneux                          | 2025     | 95 000                                 | -31 m     | David Trottin                |                    |
| 14                          | Fort d'Issy – Vanves – Clamart                            | Issy-les-Moulineaux; Vanves; Clamart; Malakoff         | 2025     | 50 000                                 | -26 m     | Philippe Gazeau              |                    |
| 15                          | Issy RER                                                  | Issy-les-Moulineaux                                    | 2025     | 150 000                                | -22 m     | Jérôme Brunet                |                    |
| 16                          | Pont de Sèvres                                            | Boulogne-Billancourt                                   | 2025     | 95 000                                 | -28 m     | Jean-Marie Duthilleul        |                    |
| Etap II – odcinek zachodni  |                                                           |                                                        |          |                                        |           |                              |                    |
| 17                          | Saint-Cloud                                               | Saint-Cloud                                            | 2030     | 85 000                                 | –         | Architecture-Studio          |                    |
| 18                          | Rueil – Suresnes – Mont Valérien                          | Rueil-Malmaison                                        | 2030     | 70 000                                 | –         | Architecture-Studio          | –                  |
| 19                          | Nanterre La Boule                                         | Nanterre                                               | 2030     | 65 000                                 | –         | Dubuisson Architecture       | –                  |
| 20                          | Nanterre La Folie                                         | Nanterre                                               | 2030     | 70 000                                 | –         | Architecture-Studio          |                    |
| 21                          | La Défense Grande Arche                                   | Puteaux                                                | 2030     | –                                      | –         | Wilmotte & Associés          |                    |
| 22                          | Bécon-les-Bruyères                                        | Courbevoie; Bois-Colombes                              | 2030     | 55 000                                 | –         | Jean-Paul Viguier            |                    |
| 23                          | Bois-Colombes                                             | Bois-Colombes                                          | 2030     | 75 000                                 | –         | Jean-Paul Viguier            |                    |
| 24                          | Asnières – Gennevilliers Les Agnettes                     | Asnières-sur-Seine; Gennevilliers                      | 2030     | 50 000                                 | –         | –                            |                    |
| 25                          | Les Grésillons                                            | Gennevilliers                                          | 2030     | 60 000                                 | –         | Peripheriques Architectes    |                    |
| 26                          | Saint-Denis Pleyel                                        | Saint-Denis                                            | 2030     | 250 000                                | –         | Kengo Kuma                   |                    |
| Etap III – odcinek wschodni |                                                           |                                                        |          |                                        |           |                              |                    |
| 27                          | Stade de France                                           | Saint-Denis                                            | 2030     | 55 000                                 | -20 m     | Bordas + Peiro               |                    |
| 28                          | Mairie d'Aubervilliers Plaine des Vertus                  | Aubervilliers                                          | 2030     | 70 000                                 | -33 m     | Nicholas Grimshaw            |                    |
| 29                          | Fort d'Aubervilliers                                      | Aubervilliers                                          | 2030     | 75 000                                 | -26 m     | Nicholas Grimshaw            |                    |
| 30                          | Drancy – Bobigny                                          | Drancy                                                 | 2030     | 40 000                                 | -23 m     | Brenac & Gonzalez & Associés |                    |
| 31                          | Bobigny – Pablo Picasso Préfecture – Hôtel du Département | Bobigny                                                | 2030     | 55 000                                 | -27 m     | Brenac & Gonzalez & Associés |                    |
| 32                          | Pont de Bondy                                             | Bondy                                                  | 2030     | 33 000                                 | -44 m     | Silvio d'Ascia               |                    |
| 33                          | Bondy                                                     | Bondy                                                  | 2030     | 70 000                                 | -21 m     | Scape Architecture           |                    |
| 34                          | Rosny-Bois-Perrier                                        | Rosny-sous-Bois                                        | 2030     | 45 000                                 | –         | Corinne Vezzoni & Associés   |                    |
| 35                          | Val de Fontenay                                           | Fontenay-sous-Bois                                     | 2030     | 85 000                                 | -18 m     | –                            |                    |
| 36                          | Nogent – Le Perreux                                       | Le Perreux-sur-Marne                                   | 2030     | 35 000                                 | -34 m     | Explorations Architecture    |                    |
| 37                          | Champigny Centre II                                       | Champigny-sur-Marne                                    | 2030     | 48 000                                 | -21 m     | Thomas Richez                | –                  |